# Secteur pavé de Troisvilles à Inchy
Le secteur pavé de Troisvilles à Inchy (ou Pavé Jean Stablinski) est un secteur pavé emprunté le plus souvent lors de la course cycliste «Paris-Roubaix». Il est situé sur les communes de Troisvilles et d'Inchy avec une distance approximative de 2 200 m.

## Description
Il débute par une longue ligne droite de 1 550 m qui démarre de Troisvilles par la rue Jean-Stablinski empruntée en tournant à gauche dans la rue de la Sucrerie, puis passe par le territoire d'Inchy et traverse perpendiculairement la RD 643 au bout de 775 m. Après cette première partie comprenant des pavés assez réguliers, le secteur continue toujours en ligne droite en remontant légèrement puis tourne à gauche dans un virage à 90° dangereux qui amène sur la rue de Neuvilly pour finir par 625 m en ligne continue jusqu'au centre du village pour un total d'environ 2 200 m.

## Paris-Roubaix
Il est actuellement le premier secteur pavé emprunté lors du Paris-Roubaix. Il est célèbre pour le château d'eau à son entrée, qui marque le début de "l'enfer" pour les coureurs.
Lors de son dernier passage en 2025, il avait les caractéristiques suivantes :
- Longueur : 2 200 m[1]
- Difficulté : 3 étoiles
- Secteur n°30 (avant l'arrivée)

## Galerie photos

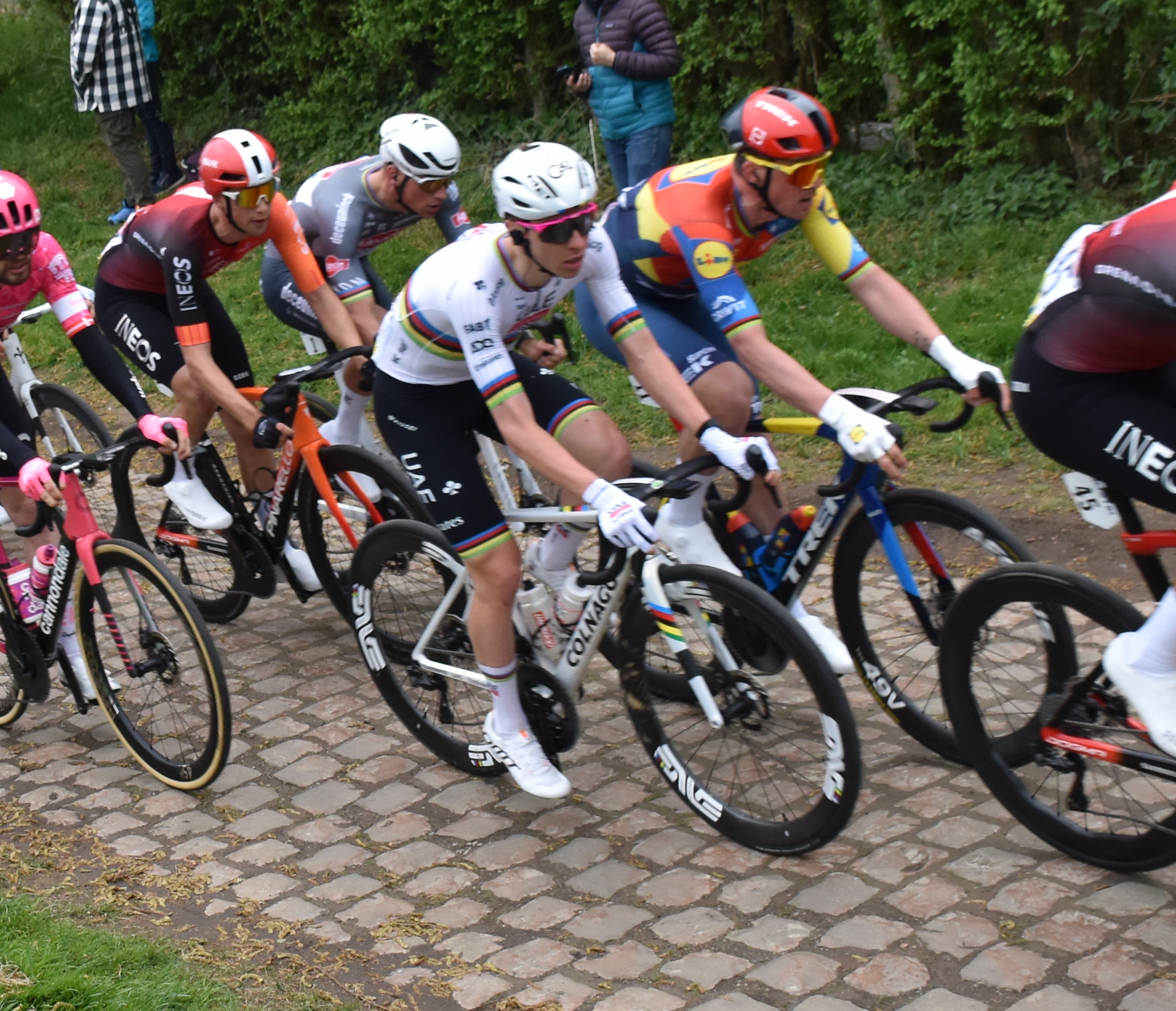
Matthieu Van der Poel N1, vainqueur de Paris-Roubaix 2025
dans le secteur pavé de Troisvilles à Inchy le 13 avril 2025.

|  |  |  |  |